# Telecoruña
Telecoruña Canal Galicia fue una cadena de televisión local española de La Coruña que emitió entre 2000 y 2008.

## Historia
La emisora emitía un programación que incluía informativos locales, dibujos animados y telefilmes de lunes a viernes a partir de las 18:00. El resto del día y los fines de semana emitía publicidad local estática.
En el año 2000 pasa a emitir las 24 horas del día la señal de Euronews.
En el año 2001 modifica su logotipo y su nombre, pasando a denominarse Telecoruña Canal Galicia. Comienza a emitir en toda la provincia de La Coruña y lanza una nueva programación que incluye informativos locales, series, telefilmes, telenovelas y programas producidos por la red UNE y Telemundo. Durante esta década su programación local aumenta con programas como Galerías, Deporte Total, Vive el Verano o La cocina de Picadillo.
En el año 2008 cesa sus emisiones debido a la denegación de una licencia de Televisión Digital Terrestre Local por parte de la Junta de Galicia.

## Programas locales de producción propia

### Noticias Telecoruña

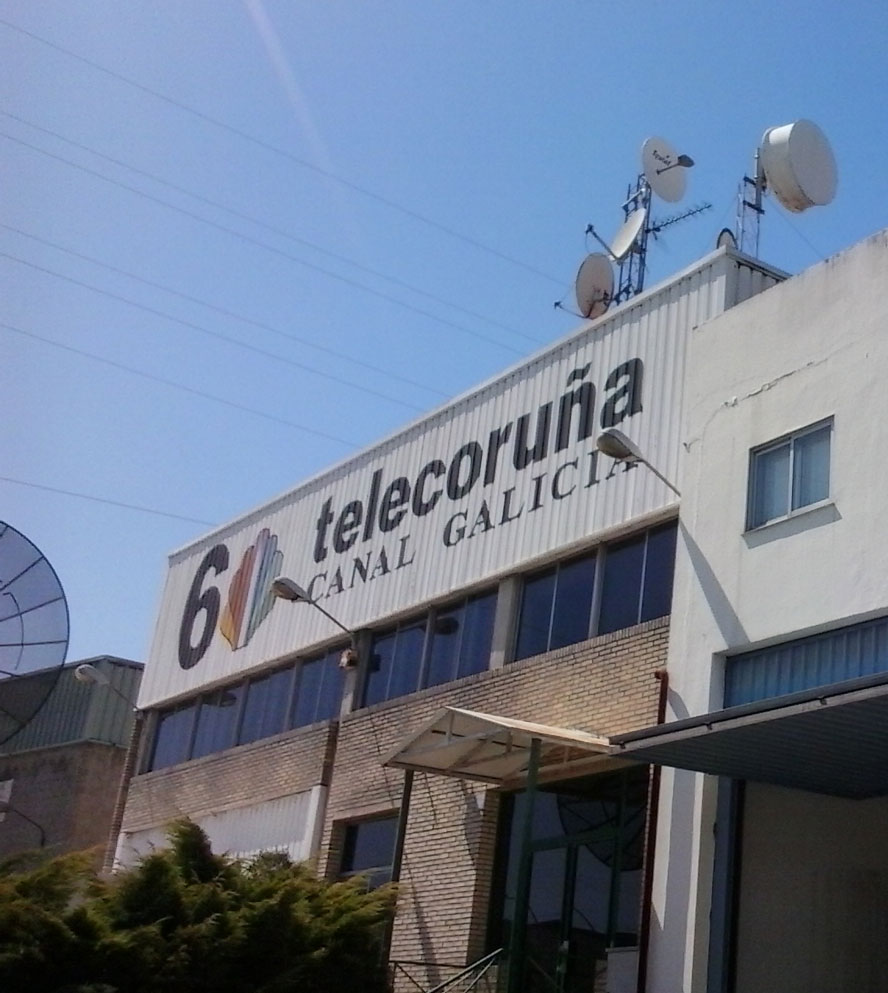
Sede de Telecoruña en el polígono de Pocomaco

La primera edición de informativos de Telecoruña, presentada por Carmen López, se emitía entre las tres y las cuatro de la tarde, de lunes a viernes, mientras que la segunda edición se emitía de nueve a diez de la noche. Constaba de cuatro bloques, de los cuales, los dos primeros estaban centrados en la actualidad de La Coruña y su área metropolitana, con especial énfasis en las localidades de Oleiros, Sada, Culleredo, Cambre, Betanzos y Arteijo. 
Un tercer bloque, conducido por Rafael García Solano, profundizaba en el mundo del deporte coruñés, nacional e internacional, siempre con el Deportivo de La Coruña como uno de los focos centrales del interés informativo. 
Tras los deportes, se analizaba la actualidad cultural ofreciendo a los espectadores la posibilidad de conocer diariamente las tres citas culturales más destacadas del mundo de las artes plásticas, la danza, el teatro, la música y el cine.
Los informativos contaban también con secciones como Tu salud, en el que diariamente se abordaban noticias relacionadas con el bienestar físico. Asimismo, este espacio contaba con la sección El psiquiatra responde, en el que el doctor Fidel Vidal Pérez, colaborador asiduo de los servicios informativos, analizaba diariamente las consultas remitidas a la redacción.

### Deporte Total
Deporte Total era un programa presentado por Lis Franco que emitía de lunes a vernes a las ocho e la tarde que mostraba todas las disciplinas deportivas que se practicaban, tanto a nivel profesional como amateur en la ciudad.

### Galerías
Programa de opinión y debate presentado por Silvia Ramón a las once de la noche. Así mismo en el programa se realizaban entrevistas a las personalidades más destacadas de los ámbitos político, económico, social y cultural para conocer su trayectoria, y opinión sobre los temas que afectan a su área.

### Vive el...
Programa presentdo por María Nieto de lunes a viernes de diez a once de la noche analizaba los espectáculos y fiestas de la ciudad.

### La Cocina de Picadillo
“La Cocina de Picadillo” era un programa de cocina presentado por Tania Álvarez. A través de una ruta gastronómica por los restaurantes, bares y pubs más típicos se describía la preparación de platos, tapas o cócteles de dichos locales.